# Greg Cooper
Pas d'image ? Cliquez ici

a Compétitions nationales et continentales officielles uniquement.

b Matchs officiels uniquement.
Dernière mise à jour le 29 novembre 2024.
Gregory John Luke Cooper, né le 10 juin 1965 à Gisborne (Nouvelle-Zélande) est un joueur néo-zélandais de rugby à XV reconverti en tant qu'entraîneur. Il entraîne actuellement les Utah Warriors de la Major League Rugby des États-Unis.
Évoluant au poste d'arrière pendant sa carrière, il compte 7 sélections avec l'équipe de Nouvelle-Zélande.

## Biographie
Il est recruté par le Stade Français pour devenir l'entraîneur des trois-quarts  à partir de la saison 2016-2017 au sein d'un staff technique dirigé par Gonzalo Quesada et où Simon Raiwalui occupe le poste d'entraîneur des avants. Le 7 décembre 2016, le club annonce qu'il remplacera Gonzalo Quesada en tant que manager à partir de la saison 2017-2018.
En janvier 2018, il quitte le Stade français pour des raisons personnelles. Il souhaite rentrer en Nouvelle-Zélande pour s'occuper de sa fille malade.
Greg Cooper a participé à 7 matchs avec les All Blacks.

## Bilan d'entraîneur
| Saison      | Club           | Division | Poste    | Classement         | Coupe d'Europe | Challenge Européen                         |
| ----------- | -------------- | -------- | -------- | ------------------ | -------------- | ------------------------------------------ |
| 2016 - 2017 | Stade français | Top 14   | Arrières | 7e                 | -              | Vainqueur                                  |
| 2017 - 2018 | Stade français | Top 14   | Arrières | 11e (à son départ) | -              | Qualifié en quart-de-finale (à son départ) |

## Palmarès

### Entraîneur
- Vainqueur du Challenge européen en 2017